# Michael Sijbom
Michael Sijbom (Deventer, 28 februari 1969) is een Nederlands bestuurder. Hij is lid van het CDA. Sinds 14 april 2025 is Sijbom de burgemeester van Dalfsen. Van 23 september 2011 tot 9 mei 2017 was hij burgemeester van Losser. 

## Loopbaan
Hij groeide op in Raalte en na het doorlopen van het Florens Radewijns College, ging hij eerst naar Groningen om bestuurskunde te studeren aan de Hanzehogeschool Groningen. Hij studeerde daarna aan de Universiteit Leiden rechten en bestuurswetenschappen. In beide plaatsen was hij ook actief in de lokale CDA-afdeling.
Vanaf begin 1994 was Sijbom werkzaam als communicatieadviseur bij de gemeente Leiden en daarnaast was hij actief met zijn eigen bedrijf als freelance tekstschrijver en communicatieadviseur. Vanaf 1996 was hij adviseur digitale media bij het Gemeentelijk Havenbedrijf Rotterdam en van 1998 tot 2003 was Sijbom bij de gemeente Rotterdam bestuursvoorlichter/woordvoerder.
In dat laatste jaar werd Sijbom politiek assistent van Karien van Gennip die toen staatssecretaris van Economische Zaken was geworden. In juni 2006 ging hij werken op het CDA Partijbureau als plaatsvervangend hoofd communicatie en assistent-campagneleider, krap een jaar later volgde hij Jack de Vries op als hoofd communicatie op het partijbureau en vanaf september 2008 was hij ook CDA-campagneleider.
Sijbom nam op 9 mei 2017 afscheid als burgemeester van Losser. Hij werd external relations manager bij de Nederlandse Aardolie Maatschappij (NAM). Van 1 januari 2021 tot 1 april 2025 was Sijbom als directeur-bestuurder in dienst van de natuurbeheerorganisatie Landschap Overijssel.

## Burgemeester
Op 23 september 2011 werd Sijbom burgemeester van Losser. In 2013 werd hij tevens benoemd tot burgemeester van de Gemeenteraad van de Toekomst waarin vertegenwoordigers van gemeenten (burgemeesters, griffiers, raadsleden, communicatieadviseurs) en sprekers uit het werkveld, een antwoord zoeken op de vraag hoe lokale democratie aan kan blijven sluiten bij wensen van de burgers.
Daarnaast bekleedde Sijbom diverse (onbezoldigde) nevenfuncties waaronder voorzitter van de  Landelijke Organisatie van Politievrijwilligers en voorzitter van de Stichting Twentse Erven en de Nije Stichting (een inloophuis voor kankerpatiënten en hun familieleden). Verder was hij lid van zowel het dagelijks bestuur van het grensoverschrijdende samenwerkingsverband EUREGIO evenals van de 14 samenwerkende gemeenten in de Regio Twente.
Op 13 februari 2025 werd Sijbom door de gemeenteraad van Dalfsen voorgedragen als nieuwe burgemeester. Hij werd op 14 april 2025 geïnstalleerd als burgemeester van Dalfsen.

## Privéleven
Sijbom kreeg met zijn ex-vrouw twee zoons.